# Fau Kibli
Fau Kibli (arab. فاو قبلي) – miejscowość w Egipcie, w muhafazie Kina. W 2006 roku liczyła 21 395 mieszkańców.